# Timoclée
Timoclée est une Thébaine dont l'histoire est racontée par Plutarque dans la Vie d'Alexandre et dans les Actions courageuses des femmes. 

## Biographie
Timoclée est la sœur de Théagène, dernier commandant du Bataillon sacré et ancien adversaire de Philippe de Macédoine, mort à la bataille de Chéronée trois ans avant les faits décrits ici.
Quand les armées d'Alexandre le Grand s'emparent de Thèbes en 335 avant J.-C., la ville est livrée au pillage. La maison de Timoclée tombe entre les mains d'un Thrace, capitaine de cavalerie. Celui-ci commence par la violer, puis exige qu'elle lui révèle où elle cache son argent et ses bijoux. Timoclée lui affirme qu'à l'approche du sac de Thèbes, elle a mis à l'abri tous ses biens précieux en les jetant dans un puits de son jardin. Le Thrace la croit, se fait conduire au puits. Alors qu'il se penche sur la margelle, la Thébaine le fait basculer d'une brusque poussée, et l'achève en lançant sur lui de lourdes pierres. Selon une autre version, c'est après que le capitaine est descendu de lui-même que Timoclée et ses servantes le lapident au fond du puits. 
Timoclée est saisie par les soldats thraces et conduite devant Alexandre, liée et garrotée. Avec une grande dignité elle se présente, reconnait le meurtre mais revendique son bon droit de s'être vengée de l'homme qui lui avait fait violence. Admiratif, Alexandre la libère, avec ses enfants.
Le recueil Actions courageuses des femmes précise qu'Alexandre demande en outre à ses officiers de veiller à ce qu'il n'y ait plus d'exaction contre elle ni contre d'autres familles notables.

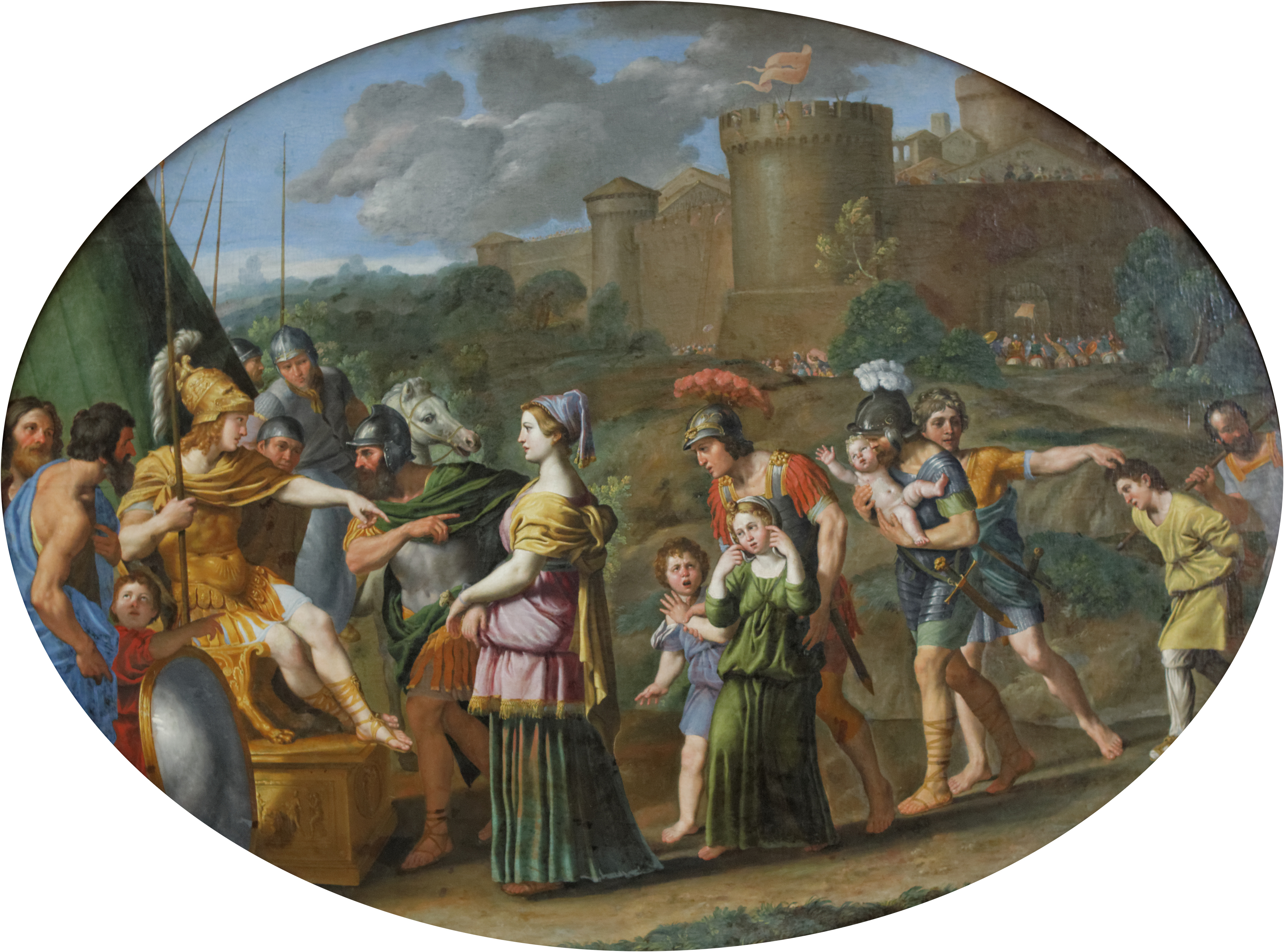
Timoclée captive amenée devant Alexandre, Zampieri Domenico dit Le Dominiquin, vers 1615, musée du Louvre.

La principale source mentionnée par Plutarque est Aristobule de Cassandreia, contemporain et spécialiste d'Alexandre, dont les textes ne survivent que dans les citations d'autres auteurs. 
La prise de Thèbes fut un épisode sanglant de la deuxième année du règne du Macédonien ; on estime que 6 000 Thébains y périrent, et que 30 000 autres furent réduits en esclavage. La ville cessa pratiquement d'exister pour quelques décennies. Le seul autre acte de clémence d'Alexandre qui ait été rapporté à l'occasion de ces événements est d'avoir épargné la maison et les descendants du poète Pindare.

## Dans l'art

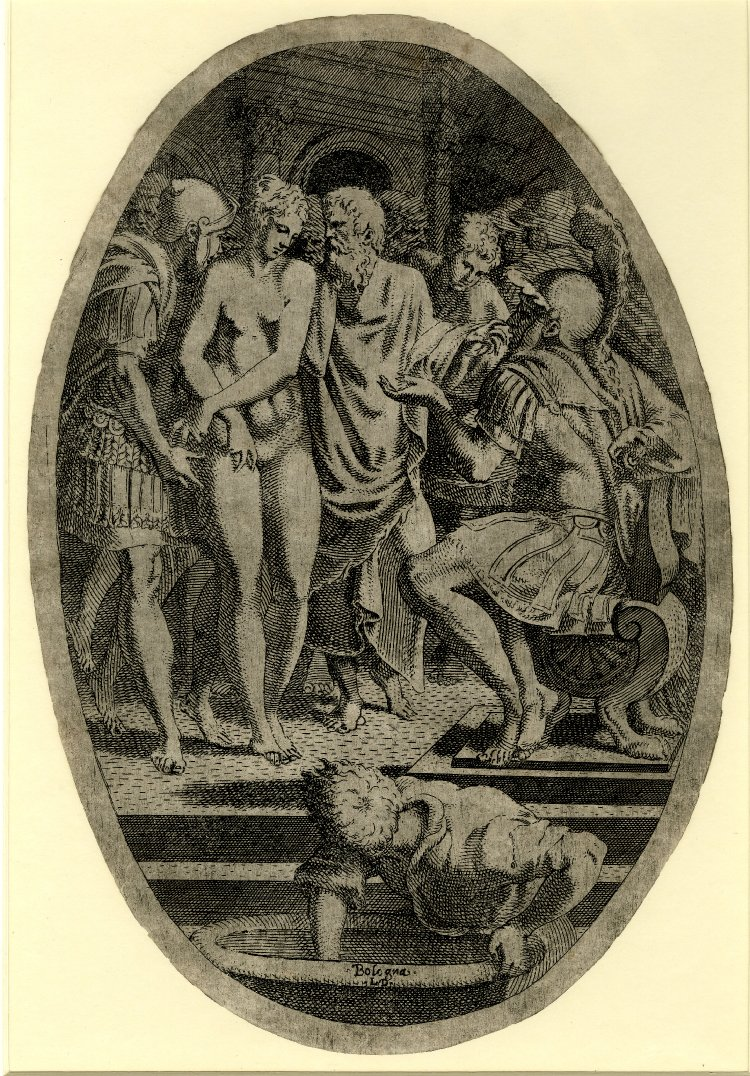
Gravure, Léon Davent, vers 1541/45, d'après Francesco Primatice.

L'histoire de Timoclée est l'un des rares épisodes traitant de la violence d'une femme contre un homme à ne pas être devenu un thème artistique récurrent. On le retrouve cependant dans la plupart des cycles décrivant la vie d'Alexandre, d'autant plus qu'il devient courant à partir de la Renaissance de tracer des parallèles entre les souverains actuels et le Macédonien, et d'en profiter pour mettre en avant ses actes de générosité et de miséricorde.
En général, l'héroïne est peinte au moment où elle est présentée devant Alexandre. Ainsi les fresques que peignirent au palais de Fontainebleau dans les années 1540 Francesco le Primatice et son équipe : elles ornaient la chambre la Duchesse d'Étampes, maîtresse de François Ier, s'attardant peu sur la carrière militaire du souverain. Léon Davent s'en inspire à la même époque pour une gravure, où Timoclée apparaît nue — exceptionnellement pour ce sujet, mais classiquement pour la première école de Fontainebleau.
L'histoire de Timoclée a peut-être souffert dans l'art de la concurrence du thème de la Famille de Darius devant Alexandre — peint notamment par Véronèse —un épisode plus grandiose et moins sordide qui exalte lui aussi la générosité d'Alexandre à l'endroit des captives amenées devant lui.
La représentation la plus influente de l'histoire de Timoclée, à en juger par les copies qui suivirent pendant deux siècles, est la peinture du Dominiquin vers 1615, qui appartenait à la collection de Louis XIV (désormais au Louvre). Elle a la particularité de mettre en avant les enfants de l’héroïne.
Une composition très différente ne montre qu'un personnage et demi, avec le soudard Thrace en train de disparaître dans le puits : elle apparait dans une gravure de 1629-30 de Matthäus Merian, qui illustre un ouvrage allemand sur l'histoire du monde de Johann Ludwig Gottfried. Elle est par la suite adaptée à l'huile par Elisabetta Sirani.

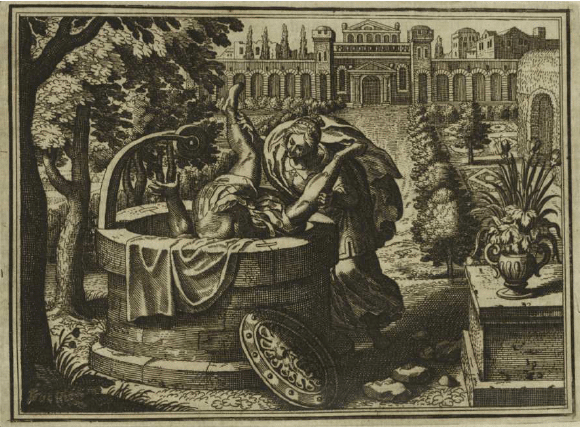
Gravure de Matthäus Merian, 1629-1930.
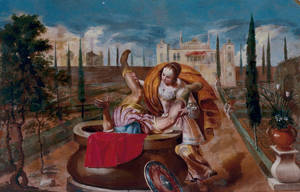
Adaptation de la gravure de Merian, au château d'Eggenberg de Graz
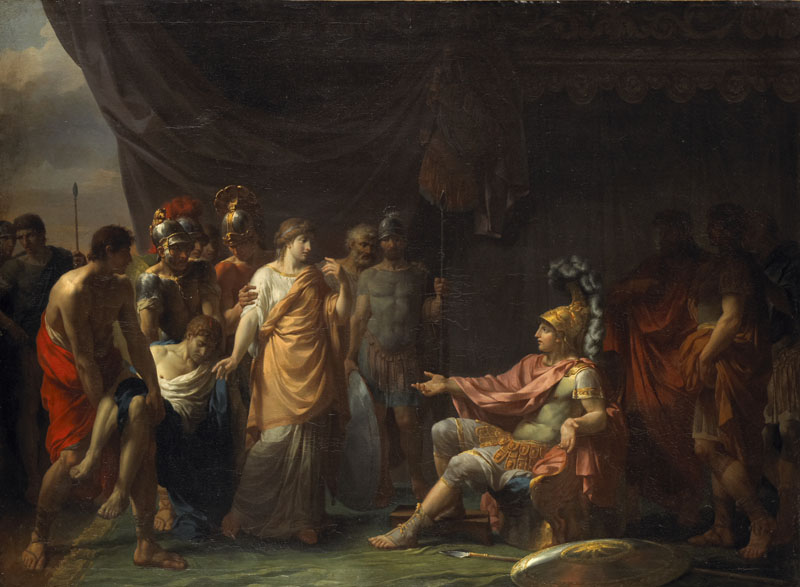
Traitement néoclassique par Jean-Charles Nicaise Perrin, 1782. Le corps du capitaine est produit comme preuve.

## Dans la littérature

### En Angleterre
Une pièce de théâtre, aujourd'hui perdue, appelée Timoclée au Siège de Thèbes fut donnée au château de Hampton court, devant Élisabeth Ire et la cour d'Angleterre à la Chandeleur 1574 (soit cinq ans avant que l'influente traduction anglaise de Plutarque de Thomas Nord ne soit publiée). Son auteur est inconnu. 
Timoclée apparaît également dans Gynaikeion or Nine Books of Various History Concerning Women de Thomas Heywood publiée en 1624, et comme un personnage secondaire de la pièce de John Lyly, Campaspe : dans ce texte Timoclée et Campaspe sont toutes deux captives à Thèbes. Présentées ensemble devant Alexandre, la noble dignité de la première contraste avec l'attitude de la seconde, qui se décrit elle-même comme « l'humble servante d'Alexandre ». Campaspe sera plus tard la maîtresse d'Alexandre et de son peintre Apelle.

### En France
Alexandre Hardy compose en 1615 une tragédie intitulée Timoclée ou la juste vengeance.
Timoclée, ou la générosité d'Alexandre est une tragi-comédie de Morel publiée en 1658.